# 瀬田なつき
瀬田 なつき（せた なつき、1979年 - ）は、日本の映画監督。大阪府出身。元STARDUST DIRECTORS所属。

## 経歴
埼玉県立浦和西高等学校卒業。横浜国立大学教育人間科学部マルチメディア文化課程卒業。横浜国立大学大学院環境情報学府修了。東京芸術大学大学院映像研究科修了。
2003年7月6日、7月15日、7月23日に『とどまるか なくなるか』がCINEDRIVE2003にて上映された。2003年に『爆弾娘疾走』が京都国際学生映画祭2003のコンペティション部門に入選した。
2009年3月15日に『彼方からの手紙』が大阪アジアン映画祭2009のアジア映画最新作初上映部門にて上映された。2009年7月25日に『とどまるか なくなるか』が渋谷ユーロスペースにて映画美学校セレクション2009の中で上映された。2009年7月25日に2009年10月1日から4日まで開催された田辺・弁慶映画祭2009で、『彼方からの手紙』がコンペティション作品として上映され、東京国際映画祭チェアマン特別奨励賞を受賞した。
2010年1月23日に横浜ジャック&ベティにて特集上映の『未来の巨匠たち』の中で瀬田なつき特集上映が行われた。2010年2月26日に『彼方からの手紙』が第一回こまばアゴラ映画祭にて上映された。2010年3月13日、3月14日に大阪で瀬田なつき特集上映が行われた。3月24日、3月29日にシネ・ヌーヴォX、4月4日にPLANET+1で『桃まつり セレクション』（『あとのまつり』）がCINEDRIVE2010にて上映された。2010年5月30日に『彼方からの手紙』が第三回爆音映画祭の映画祭事務局セレクション部門にて上映された。2010年9月18日に音の魔術師・山本タカアキのお仕事特集にてにほんのうたフィルム『シャボン玉』、9月19日に新しい光部門にて『港の話』、『あとのまつり』が仙台短篇映画祭2010で上映された。2010年10月25日、10月27日に『嘘つきみーくんと壊れたまーちゃん』が第23回東京国際映画祭の日本映画ある視点部門にて上映された。
2011年1月14日にCINEMALINK vol.3『嘘つきみーくんと壊れたまーちゃん』公開直前イベント『せたのまつり』と題してアップリンクファクトリーにて『港の話』、『あとのまつり』が上映された。2011年7月16日（ニューヨークの日程）に『嘘つきみーくんと壊れたまーちゃん』がJAPAN CUTS（ニューヨーク）にて上映された。2011年8月25日に渋谷オーディトリウムで『あとのまつり』が桃の収穫まつり（桃まつりのセレクション）にて上映された。2011年9月4日、8日に渋谷ユーロスペースで『あとのまつり』がCALF夏の短編祭にて上映された。2011年10月6日、10月26日（パリの日程）に『あとのまつり』、『嘘つきみーくんと壊れたまーちゃん』が「現代日本映画番外編 関西からの声」（パリ）にて上映された。

## 監督作品

### 映画
- とどまるか なくなるか（2002年11月30日より渋谷ユーロスペースにてレイトショー公開、映画美学校） - 兼脚本・編集[21][22][23]
- 爆弾娘疾走（2003年）[5]
- 港の話（2006年） - 兼脚本・編集[9][12]
- 夕映え少女 「むすめごころ」（2008年1月26日より渋谷ユーロスペースにてレイトショー後,大阪,名古屋などにて劇場公開、東京芸術大学/ジェネオン・エンタテインメント）[24][25][26][27]
- 彼方からの手紙（2008年5月26日,28日に渋谷ユーロスペースにてレイトショー公開、東京芸術大学） - 兼脚本・編集 東京芸術大学大学院映像研究科修了制作作品[28][29]
- 桃まつり presents kiss! 弐のkiss! 「あとのまつり」（2009年3月19日から22日まで） - 兼脚本・編集[30][31]
- にほんのうたフィルム 「シャボン玉」（2010年）[32]
- 嘘つきみーくんと壊れたまーちゃん（2011年、共同脚本：田中幸子） - 兼脚本
- 311仙台短篇映画祭映画制作作品 明日 「Humming」（2011年9月17日から9月19日まで仙台短篇映画祭2011で上映後,全国の映画祭で上映）　- 兼脚本・編集[33]
- 5windows（2011年10月1日から10月7日まで横浜ジャック&ベティにて「港のスペクタクル2011」の中で公開、音楽：蓮沼執太）[34]
- 5windows mountain mouth (2013年)
- PARKS パークス（2017年） - 監督 [35]
- ジオラマボーイ・パノラマガール（2020年） - 脚本・監督
- HOMESTAY（2022年） - 監督
- 違国日記（2024年） - 監督・脚本・編集

### テレビドラマ
- ヴァンパイア・ヘヴン（2013年、テレビ東京） - 兼脚本
- セトウツミ（2017年、テレビ東京）
- 声ガール!（2018年、朝日放送テレビ） - メイン監督
- カレーの唄。（2020年、dTVチャンネル・ひかりTV・BS12 トゥエルビ）
- あのコの夢を見たんです。（2020年、テレビ東京）
- 柚木さんちの四兄弟。（2024年、NHK総合）

### 配信ドラマ
- 「コレカラ」（2012年、auビデオパスドラマ）
- 「ハイスクールドライブ～目が覚めたら高校生だった～（2012年にBeeTVにて配信　脚本：柴崎竜人） - 監督
- 『ファーストクラス』 Ep4. 「レンアイカンソク」（2013年にUULAにて配信　脚本：柴崎竜人） - 監督
- 「東京アリス（2017年8月-11月、Amazonプライムビデオ オリジナルドラマ） - 監督

### ミュージッククリップ
- riddim saunter -「Sweet & Still」
- momo -「大好きだよ」
- LOVERSSOUL×HIROKI from ORANGE RANGE -「Loveliest」
- 鴉 -「蒼き日々」
- さよならポニーテール -「恋するスポーツ」
- Q;indivi Starring Rin Oikawa -「ひこうき雲」
- SKE48 -「ここで一発」
- SKE48 -「恋よりもDream」
- 7!! -「この広い空の下で」
- 7!! -「スタートライン」
- いきものがかり -「ラブソングはとまらないよ」
- Nissy -「花cherie」
- 蓮沼執太フィル -「HOLIDAY feat. 塩塚モエカ」

### CM
- 全日空ANAweb ドラマ「空の話」全6話＋特別篇（2012年） - 監督[36]
- リクルートマーケティングパートナーズ ヴィジョンムービー（2014年）
- ONWARD any SiS TVCM＆ムービーシリーズ（2014年）
- キットカット×DISH// ショートフィルム『ユア ストーリー』全4話（2015年）
- キットカット ショートフィルム『ベリーリッチマウンテンツアー』全3話（2015年）
- 資生堂マシェリ×Nissy「永遠という名の花」（マシェリ篇／花cherie篇／完結篇）（2014年）
- クラブツーリズム「クラブツーリズムで夢中に生きよう」第1～3弾TVCM（2014年）
- 第一生命 ジャスト プロモーションムービー（2019年）
- アサヒ飲料 カラダカルピス メカニズム映画祭「カントリーライフ」（2019年）

## その他
- 爆撃機の眼（2006年3月4日よりアップリンクXにて公開、スターダストピクチャーズ、監督：八坂俊行 ）- 照明[37][38]
- 余命（2009年2月7日より新宿バルト、丸の内TOEIほか全国公開、スターダストピクチャーズ、監督：生野慈朗） - メイキング[39][38]
- 嘘つきみーくんと壊れたまーちゃん episode.0 回遊と誘拐（2011年3月12日に角川シネマ新宿にて公開、監督：菊地健雄） - 脚本 スピンオフ作品[40]
- CD「瀬田なつき×木下美紗都 SOUNDTRACKS」
- 横浜国立大学紹介動画「Letters from YNU」経済学部編 - 監督[41]
- 柴咲コウ「サヨナラブ」TV-SPOT
- M-ON! 「〇〇ミュージック特集」オープニング&エンディング
- ドラマ「最高の離婚」番組宣伝（2013年、フジテレビ系）
- ドラマ「続・最後から二番目の恋」番組宣伝（2014年、フジテレビ系）
- 「○○と新どうが」Trip in the Phone（2017年、テレビ東京）
- 先付ショートムービー「もぎりさん session2」第10話～第12話（2019年）

## 書籍
- 季刊ノーバディ別冊「嘘つきみーくんと壊れたまーちゃんと瀬田なつき」（nobody、2011）[42]